# Kanton Angers-6
Der Kanton Angers-6 ist seit 1973 ein französischer Wahlkreis im Arrondissement Angers, im Département Maine-et-Loire und in der Region Pays de la Loire. Sein Hauptort ist Angers.

## Gemeinden
Der Kanton besteht aus 13 Gemeinden und Gemeindeteilen mit insgesamt 42.771 Einwohnern (Stand: 1. Januar 2022) auf einer Gesamtfläche von 291,68 km²:
| Gemeinde                 | Einwohner 1. Januar 2022 | Fläche km² | Dichte Einw./km² | Code INSEE | Postleitzahl |
| ------------------------ | ------------------------ | ---------- | ---------------- | ---------- | ------------ |
| Angers                   | 7.703                    | 1,11       | 6.940            | 49007      | 49000, 49100 |
| Cornillé-les-Caves       | 481                      | 10,38      | 46               | 49107      | 49140        |
| Corzé                    | 1.982                    | 31,49      | 63               | 49110      | 49140        |
| Huillé-Lézigné           | 1.304                    | 21,83      | 60               | 49174      | 49430        |
| Jarzé Villages           | 2.792                    | 60,50      | 46               | 49163      | 49140        |
| La Chapelle-Saint-Laud   | 820                      | 10,63      | 77               | 49076      | 49140        |
| Marcé                    | 846                      | 21,09      | 40               | 49188      | 49140        |
| Montreuil-sur-Loir       | 565                      | 11,99      | 47               | 49216      | 49140        |
| Rives-du-Loir-en-Anjou   | 5.642                    | 47,23      | 119              | 49377      | 49140        |
| Saint-Barthélemy-d’Anjou | 9.496                    | 14,58      | 651              | 49267      | 49124        |
| Seiches-sur-le-Loir      | 2.853                    | 28,83      | 99               | 49333      | 49140        |
| Sermaise                 | 341                      | 7,19       | 47               | 49334      | 49140        |
| Verrières-en-Anjou       | 7.946                    | 24,83      | 320              | 49323      | 49112, 49480 |
| Kanton Angers-6          | 42.771                   | 291,68     | 147              | 4906       | –            |

1. ↑   Nur der östliche Teil der Gemeinde, der Rest verteilt sich auf die Kantone Angers-1, Angers-2, Angers-3, Angers-4, Angers-5 und Angers-7.

## Veränderungen im Gemeindebestand seit 2016
2016:
- Fusion Beauvau, Chaumont-d’Anjou, Jarzé und Lué-en-Baugeois → Jarzé Villages
- Fusion Pellouailles-les-Vignes und Saint-Sylvain-d’Anjou → Verrières-en-Anjou

2019:
- Fusion Lézigné und Huillé → Huillé-Lézigné
- Fusion Villevêque und Soucelles → Rives-du-Loir-en-Anjou